# Ooceraea besucheti
Ooceraea besucheti (лат.) — вид муравьёв рода Ooceraea из подсемейства Dorylinae (ранее в Cerapachyinae). Ранее с 1975 по 2016 годы был известен как Cerapachys besucheti. Назван в честь Dr. Claude Besuchet, коллектора типовой серии и специалиста по мирмекофилам.

## Распространение
Индия.

## Описание
Мелкие муравьи коричневого цвета, длина около 4 мм (самки до 5,1 мм). Усики рабочих и самок 11-члениковые. От близких видов с 11-члениковыми антеннами из группы fragosus group (Ooceraea fragosa и Ooceraea coeca) отличается более крупными размерами тела и  глаз, и формой стебелька; широкой головой. Глаза мелкие. Стебелёк между грудкой и брюшком двухчлениковый (следующий за петиолем III-й абдоминальный сегмент узкий и превращён в постпетиоль), но явные перетяжки между следующими абдоминальными сегментами (IV, V и VI) отсутствуют. Проното-мезоплевральный шов развит. Проподеальные дыхальца находятся в нижней части заднегрудки. Пигидиум с модифицированными щетинками. Оцеллии отсутствуют, сложные глаза редуцированные (1—5 фасеток) или отсутствуют. Нижнечелюстные щупики рабочих 3-члениковые, нижнегубные щупики состоят из 2 сегментов. Средние и задние голени с одной гребенчатой шпорой. Куколки голые (коконы отсутствуют). Гнездятся в почве.